# Centro di Documentazione Ebraica Contemporanea

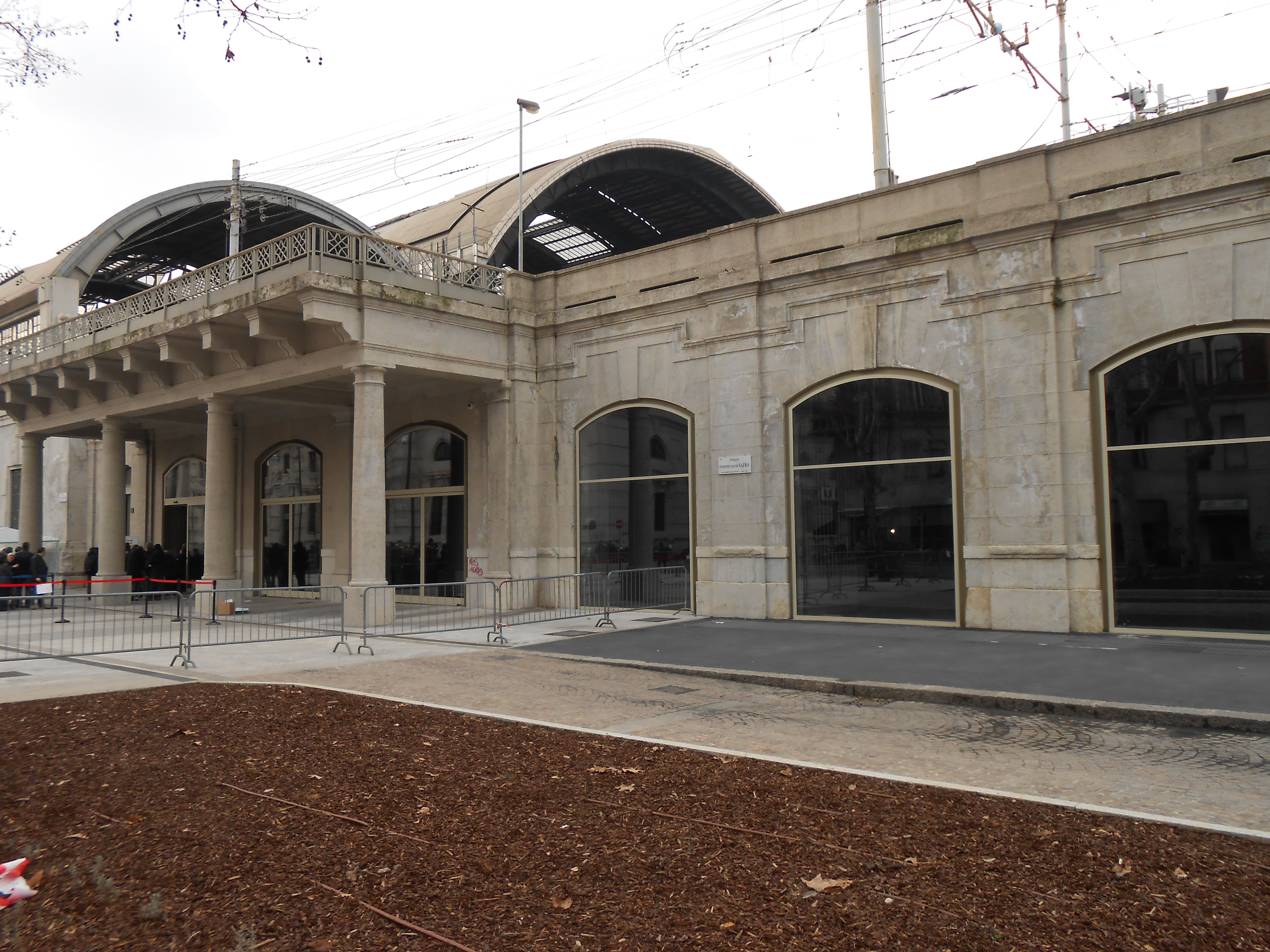
Memoriale della Shoah

Das Centro di Documentazione Ebraica Contemporanea – CDEC (Dokumentationszentrum jüdischer Zeitgeschichte) ist ein unabhängiges Institut in Mailand (Italien), in dem geschichtliche und kulturelle Ereignisse der jüdisch-italienischen Bevölkerung dokumentiert und archiviert werden.
Dieses Dokumentationszentrum wurde 1955 durch Initiative des Italienischen Jüdischen Jugendverbandes (Federazione Giovanile Ebraica Italiana) in Venedig gegründet, nach dem Vorbild des 1943 gegründeten Centre de documentation juive contemporaine in Frankreich. Nach der 1957 festgelegten Verfassung des Instituts werden sowohl antisemitische Schriften als auch Beweisdokumente des jüdischen Widerstands objektiv behandelt und archiviert.
1960 zog das Centro di Documentazione Ebraica Contemporanea nach Mailand um, wo Raum in einem Gebäude der dortigen Jüdischen Gemeinde zur Verfügung gestellt wurde, und hat seit 1986 die Rechtsform einer Stiftung. Von 2002 bis 2016 leitete Michele Sarfatti als Direktor diese Institution. Sein Nachfolger ist der Historiker Gadi Luzzatto Voghera. Der Präsident der Institution ist seit 2004 der italienische Jurist Giorgio Sacerdoti.
Das geschichtliche Zentrum ist eine Lern- und Forschungseinrichtung und enthält folgende Fachbereiche:
- Bibliothek
- Videothek
- Geschichtliches Archiv
- Schadensdokumentation
- Didaktik des Holocaust

Das geschichtliche Archiv arbeitet mit internationalen Stiftungen wie dem Institut Yad Vashem in Jerusalem zusammen. Das CDEC ist auch eine offizielle Einsatzstelle des Österreichischen Gedenkdienstes.
Seit 2022 befindet sich der Sitz des Zentrums beim Memoriale della Shoah in Mailand.